# Loganiaceae
Famille
Classification APG III (2009)
La famille des Loganiacées regroupe des plantes dicotylédones.
Ce sont des plantes herbacées, des arbustes, des lianes ou des arbres des régions tempérées à tropicales, que l'on retrouve surtout dans l'hémisphère sud. Leurs feuilles sont généralement opposées, simples, entières ou lobées. Leurs fleurs sont généralement bisexuées.

## Étymologie
Le nom vient du genre type Logania, nommé en hommage à l'homme d'état et naturaliste irlando-américain James Logan (en) (1674-1751). À 25 ans, en 1699, il s’installe dans la colonie de Pennsylvanie (une des treize Colonies de l’empire britannique) où il eut une carrière prestigieuse.
Il fut en effet secrétaire de William Penn (le fondateur de la ville de Philadelphie), tuteur du botaniste américain  John Bartram (1699-1777) « le plus grand botaniste du monde » selon Linné et de Benjamin Franklin (1706-1790) homme politique, écrivain et naturaliste américain. Enfin, en 1720, James Logan fut maire de la ville de Philadelphie (première capitale des États-Unis).

## Classification
Selon la classification classique, la famille des Loganiaceae contient plus de 500 espèces réparties en une trentaine de genres.
La classification phylogénétique APG (1998), la classification phylogénétique APG II (2003) et la classification phylogénétique APG III (2009) en a modifié la composition et cette famille comprend maintenant un peu plus de 400 espèces réparties en 13 à 14 genres.
Quelques plantes classiquement assignées dans cette famille sont maintenant placées dans les Gelsemiacées, Gentianacées et Scrofulariacées.
La classification phylogénétique APG IV (2016) déplace le genre Sanango des Loganiaceae vers les Gesneriaceae (Lamiales).

## Liste des genres

### Classifications récentes
Selon Angiosperm Phylogeny Website (12 nov. 2015) :
- Antonia (plante) (en) Pohl
- Bonyunia (es) M.R.Schomb. ex Progel
- Gardneria (es) Wall.
- Geniostoma J. R. Forster & G. Forster
- Logania (en) R. Brown
- Mitrasacme Labill.
- Mitreola (en) L.
- Neuburgia Blume
- Norrisia (en) Gardner
- Pseudospigelia (es) Klett
- Spigelia L.
- Strychnos L.
- Usteria (en) Willd.

Selon NCBI (12 nov. 2015) :
- Androya (es)
- Antonia (plante)
- Bonyunia
- Gardneria
- Geniostoma
- Labordia (en)
- Logania
- Mitrasacme
- Mitreola
- Mostuea (en)
- Neuburgia
- Norrisia
- Phyllangium (sv)
- Schizacme (sv)
- Spigelia
- Strychnos
- Usteria

Selon DELTA Angio (12 nov. 2015) :
- Logania

### Classifications anciennes
Selon ITIS (6 Jul 2010) (suivant majoritairement la classification classique de Cronquist (1981)):
- Chilianthus
- Coelostylis
- Cynoctonum
- Fagraea Thunb.
- Gelsemium Juss.
- Labordia Gaud.
- Mitreola L.
- Spigelia L.
- Strychnos L.

Selon [réf. nécessaire] :
- Androya
- Anthocleista
- Antonia
- Bonyunia
- Buddleja
- Desfontainia
- Emorya
- Fagraea
- Gardneria
- Gelsemium
- Geniostoma
- Gomphostigma
- Labordia
- Logania
- Mitrasacme
- Mitreola
- Mostuea
- Neuburgia
- Norrisia
- Nuxia
- Peltanthera
- Plocospermum
- Polypremum
- Potalia
- Retzia
- Sanango
- Spigelia
- Strychnos
- Usteria

## Liste des espèces
Selon NCBI (6 Jul 2010) :
- genre Androya
  - Androya decaryi
- genre Antonia (plante)
  - Antonia ovata
- genre Bonyunia
  - Bonyunia minor
  - Bonyunia superba
- genre Gardneria
  - Gardneria angustifolia
  - Gardneria ovata
- genre Geniostoma
  - Geniostoma rupestre
- genre Labordia
  - Labordia tinifolia
  - Labordia sp. Motley 1764
- genre Logania
  - Logania albiflora
  - Logania vaginalis
- genre Mitrasacme
  - Mitrasacme oasena
  - Mitrasacme pilosa
  - Mitrasacme pygmaea
- genre Mitreola
  - Mitreola petiolata
- genre Mostuea
  - Mostuea batesii
  - Mostuea brunonis
  - Mostuea hirsuta
  - Mostuea surinamensis
- genre Neuburgia
  - Neuburgia corynocarpum
- genre Spigelia
  - Spigelia anthelmia
  - Spigelia coelostylioides
  - Spigelia hedyotidea
  - Spigelia loganioides
  - Spigelia marilandica
  - Spigelia texana
  - Spigelia sp. 'Rova 2036'
  - Spigelia sp. jli4357
- genre Strychnos
  - Strychnos decussata
  - Strychnos erichsonii
  - Strychnos lucida
  - Strychnos madagascariensis
  - Strychnos millepunctata
  - Strychnos minor
  - Strychnos nux-vomica
  - Strychnos potatorum
  - Strychnos spinosa
  - Strychnos tomentosa
  - Strychnos sp. FS890
  - Strychnos sp. MAG-2009
- genre Usteria
  - Usteria guineensis